# Lijst van rijksmonumenten in Goirle (plaats)
De plaats Goirle telt 31 inschrijvingen in het rijksmonumentenregister. Hieronder een overzicht.
| Object | Oorspronkelijke functie?  | Bouwjaar                                                       | Architect                                                                     | Locatie                               | Coördinaten?                 | Nr.?   | Afbeelding |
| --- | ------------------------- | -------------------------------------------------------------- | ----------------------------------------------------------------------------- | ------------------------------------- | ---------------------------- | ------ | --- |
| Grotendeels gepleisterde boerderij onder pannen wolfdak. Vensters met 25-ruitsschuiframen | Boerderij                 | 1817                                                           |                                                                               | Hoogeindseweg 5                       | 51° 31' 26" NB, 5° 3' 17" OL | 16525  | Meer afbeeldingen |
| Johannes' Onthoofding | Kerk en kerkonderdeel     | 1896-1897                                                      | Jos Cuypers                                                                   | Kerkstraat 1                          | 51° 31' 6" NB, 5° 4' 6" OL   | 16526  | Meer afbeeldingen |
| Het Smiske, oorspronkelijk thuiswevershuisje | Woonhuis                  | laatste helft 18e eeuw                                         |                                                                               | Nieuwe Rielseweg 43                   | 51° 31' 20" NB, 5° 3' 36" OL | 16527  | Meer afbeeldingen |
| De Wilde : Ronde stenen bergkorenmolen | Industrie- en poldermolen | 1896                                                           |                                                                               | Nieuwe Rielseweg 39                   | 51° 31' 23" NB, 5° 3' 33" OL | 16528  | Meer afbeeldingen |
| De Visscher : Ronde stenen bergkorenmolen | Industrie- en poldermolen | 1875                                                           |                                                                               | Molenstraat 80                        | 51° 31' 15" NB, 5° 4' 17" OL | 16529  | Meer afbeeldingen |
| Terrein waarin zes grafheuvels | Archeologisch monument    | Bronstijd                                                      |                                                                               |                                       | 51° 30' 17" NB, 5° 1' 27" OL | 45426  | Terrein waarin zes grafheuvels |
| Terrein waarin grafheuvel en urnenveld | Archeologisch monument    | Late Bronstijd/vroege IJzertijd                                |                                                                               |                                       | 51° 29' 36" NB, 5° 1' 1" OL  | 45427  | Terrein waarin grafheuvel en urnenveld |
| Fabriekscomplex Havep: Kantoor Havep | Handel en kantoor         | 1888                                                           |                                                                               | Bergstraat bij 50                     | 51° 30' 57" NB, 5° 3' 53" OL | 516983 | Fabriekscomplex Havep: Kantoor Havep |
| Fabriekscomplex Havep: machinehuis voor de stoommachine | Industrie                 | 1891                                                           | E. Fremau                                                                     | Bergstraat bij 50                     | 51° 30' 57" NB, 5° 3' 53" OL | 516984 | Fabriekscomplex Havep: machinehuis voor de stoommachine |
| Maria Boodschap: kerk | Kerk en kerkonderdeel     | 1939                                                           | C.H. de Bever                                                                 | Van Malsenstraat 1 / Tilburgseweg 136 | 51° 31' 35" NB, 5° 3' 48" OL | 516986 | Meer afbeeldingen |
| Maria Boodschap: pastorie | Kerkelijke dienstwoning   | 1940                                                           |                                                                               | Tilburgseweg 136                      | 51° 31' 35" NB, 5° 3' 48" OL | 516987 | Meer afbeeldingen |
| Vrijstaande woonhuis midden op een rechthoekig perceel met de voor- of westgevel naar de straat. In de loop der jaren is het huis enigszins gewijzigd, oorspronkelijk had het in de voorgevel geen erker en in de zuidoosthoek een waranda | Woonhuis                  | 1913                                                           |                                                                               | Tilburgseweg 119                      | 51° 31' 30" NB, 5° 3' 56" OL | 516989 | Vrijstaande woonhuis midden op een rechthoekig perceel met de voor- of westgevel naar de straat. In de loop der jaren is het huis enigszins gewijzigd, oorspronkelijk had het in de voorgevel geen erker en in de zuidoosthoek een waranda |
| Schuur met rechthoekige plattegrond. Deze ligt met de voorgevel in de rooilijn noordelijk van het woonhuis. Oorspronkelijk bevond zich hierin het washuis en toilet van het huis                                                           | Opslag                    | 1913                                                           |                                                                               | Tilburgseweg 119                      | 51° 31' 30" NB, 5° 3' 56" OL | 516990 | Upload foto |
| Blok van vier beambtenwoningen | Bedrijfs-,fabriekswoning  | 1928                                                           | A.U. Ingwersen                                                                | Tilburgseweg 164-170                  | 51° 31' 52" NB, 5° 3' 47" OL | 516992 | Blok van vier beambtenwoningen |
| Schuur ligt op de kop van het woningblok van vier woningen | Opslag                    | 1928                                                           |                                                                               | Tilburgseweg 170                      | 51° 31' 53" NB, 5° 3' 47" OL | 516993 | Upload foto |
| Fabrikantenhuis met aangebouwde fabriekswinkel | Bedrijfs-,fabriekswoning  | ca. 1875                                                       |                                                                               | Kerkstraat 10                         | 51° 31' 7" NB, 5° 4' 7" OL   | 517003 | Meer afbeeldingen |
| Villa Agatha | Woonhuis                  | 1890                                                           |                                                                               | Kerkstraat 12                         | 51° 31' 7" NB, 5° 4' 8" OL   | 517004 | Meer afbeeldingen |
| Landhuis in de stijl van het traditionalisme | Woonhuis                  | 1937                                                           | Jos. Bedaux                                                                   | Doctor Keyzerlaan 2                   | 51° 32' 4" NB, 5° 3' 54" OL  | 517005 | Landhuis in de stijl van het traditionalisme |
| Huize Stella | Woonhuis                  | 1902                                                           |                                                                               | Kloosterstraat 12                     | 51° 31' 11" NB, 5° 4' 0" OL  | 517006 | Meer afbeeldingen |
| St. Franciscus van Sales | Klooster, kloosteronderdl | 1889 (middelvleugel) 1924 (noord- en zuidvleugel) 1925 (kapel) | Guibert de Beer (middenvleugel) Constant Panis (noord-, zuidvleugel en kapel) | Kloosterstraat 22                     | 51° 31' 13" NB, 5° 3' 58" OL | 517007 | Meer afbeeldingen |
| Villa met hekwerk en schansmuur in electische stijl | Woonhuis                  | ca. 1890                                                       |                                                                               | Tilburgseweg 32                       | 51° 31' 14" NB, 5° 4' 1" OL  | 517008 | Upload foto |
| Twee weverswoningen voor wevers | Woonhuis                  | 1850-1875                                                      |                                                                               | Dorpsstraat 14                        | 51° 31' 21" NB, 5° 3' 48" OL | 517009 | Twee weverswoningen voor wevers |
| Villa Blanca | Kasteel, buitenplaats     | 1915                                                           |                                                                               | Tilburgseweg 176                      | 51° 32' 8" NB, 5° 3' 45" OL  | 517010 | Meer afbeeldingen |
| Vijf woonhuizen in traditionalistische vormen gebouwd | Woonhuis                  | 1937                                                           |                                                                               | Tilburgseweg 108                      | 51° 31' 27" NB, 5° 3' 56" OL | 517011 | Vijf woonhuizen in traditionalistische vormen gebouwd |
| Maria Boodschap: schansmuur | Kerkelijke dienstwoning   |                                                                |                                                                               | Tilburgseweg bij 136                  | 51° 31' 35" NB, 5° 3' 47" OL | 525648 | Upload foto |
| Blok van vier beambtenwoningen | Bedrijfs-,fabriekswoning  | 1928                                                           | A.U. Ingwersen                                                                | Tilburgseweg 156-162                  | 51° 31' 50" NB, 5° 3' 47" OL | 525649 | Blok van vier beambtenwoningen |
| Schuur ligt op de kop van het woningblok van vier woningen | Opslag                    |                                                                | A.U. Ingwersen                                                                | Tilburgseweg bij 156                  | 51° 31' 53" NB, 5° 3' 47" OL | 525650 | Schuur ligt op de kop van het woningblok van vier woningen |
| Complex van de acht beambtenwoningen heeft een erfscheiding aan de straat | Bedrijfs-,fabriekswoning  |                                                                |                                                                               | Tilburgseweg 164                      | 51° 31' 53" NB, 5° 3' 47" OL | 525651 | Complex van de acht beambtenwoningen heeft een erfscheiding aan de straat |
| Grafkelder | Begraafplaats en -onderdl | 1824                                                           |                                                                               | Dodedreef ongenummerd                 | 51° 29' 34" NB, 5° 2' 29" OL | 526668 | Upload foto |
| Fabriekscomplex Havep: fabrieksschoorsteen | Handel en kantoor         | 1891                                                           |                                                                               | Bergstraat bij 50                     | 51° 31' 0" NB, 5° 3' 51" OL  | 528312 | Fabriekscomplex Havep: fabrieksschoorsteen |
| Villa Blanca: parkaanleg | Tuin, park en plantsoen   |                                                                | Albert Lejeune (voortuin) Copijn (achtertuin)                                 | Tilburgseweg bij 176                  | 51° 32' 5" NB, 5° 3' 43" OL  | 530702 | Upload foto |